# 鬼がくる。 〜姉がひん死でピンチです〜
『鬼がくる。 〜姉がひん死でピンチです〜』（おにがくる あねがひんしでピンチです）は、2017年7月28日にえにしそふとからリリースされたアダルトゲーム。

## 解説
130cmより発売された『鬼うた。』と、そのファンディスク『鬼まり。』を手掛けた泉水いこが企画原案・原画を担当する、えにしそふとのデビュー作。
和の雰囲気漂う田舎町が舞台で、独占欲の強いヒロインたちが繰り広げる、笑いあり、涙ありの甘々暴走ラブコメディ。

## ストーリー
とある地方都市「木ノ守町」。主人公の高嶺陽人は、病弱で重度のブラザーコンプレックスをこじらせた姉と共に、友人は少ないながらも平穏な毎日を送っていた。
ある日、姉が倒れたという報せを受け、急いで診療所に向かった彼は、幼なじみの九条凛々の母親である医師の九条真璃から、次に発作が起こったら助からないことを告げられる。余命僅かな姉の最後の願いを叶えるため、姉と肉体関係を持ってしまった彼は、翌朝普段欠かさず参拝していた神社で思わず神様を罵倒してしまう。その直後、姉を助けて欲しいという心からの願いが通じたことで、神社の祭神である虚姫が少女の姿で顕現した。
虚姫の神通力によって姉は一命を取り留めたが、信仰心が衰えた虚姫の力ではその場しのぎにしかならず、姉が生き続けるためには常にそばにいる必要があることを告げられる。なし崩し的に高嶺家に居候することになった彼女をライバルと（勝手に）認識した晴子はますます晴人に甘えるようになり、さらにひょんなことから凛々がストーカー化してしまう。晴人は仕方なく虚姫の信仰心を取り戻す方法を探し始める。

## 登場人物

### メインキャラクター
（出典：）
高嶺　陽人(たかみね　はると）
声：なし
主人公。学園二年。ごく普通の男子高校生だが凛々から「犯罪者顔」と言われるほど目つきが悪く、その上口下手なため誤解されやすく、さらに極度のコミュ障のため、友人はかなり少ない。自身は否定しているが、かなりのシスコン。現在は諸事情から両親と離れ、最近亡くなったばかりの祖父母の家で晴子と二人暮らしで、凛々の実家である診療所でのバイトで生計を立てている。晴子がまったく料理が出来ないため、高嶺家の普段の食事や弁当は彼が作っている。信仰心が強いというほどではないが、近所の木ノ守神社で姉の健康をたびたび祈願していた。
高嶺 晴子（たかみね はるこ）
声：葵ゆり
主人公の姉。機械音痴だが、ゲームとインターネットに関する知識だけは詳しい。見た目は美人で病弱だが、重度のブラコンをこじらせており、引きこもり予備軍のダメ人間。陽人の独白曰く「決して頭は悪くはないが、やれば出来るのにやらない、だから出来ない」の無限ループで結局「残念美人」になってしまっている。料理の腕が絶望的に悪く、オムライスを作る際にケチャップの赤みを補うためと言って大量のタバスコを投入し、辛みを中和するためと言って砂糖を一袋まとめて投入、黒煙を吹き出すほど加熱するなどした結果、オムライスをこの世の物と思えない物体に変えてしまい、一口食べた虚姫を卒倒させた。なお、その後帰って来た陽人は「一瞬穢れかと思った」と評している。自身の命を助けた虚姫に内心感謝しつつも、晴人を巡る恋のライバルとみなしており、ことあるごとに噛みついている。

虚姫（こひめ）
声：佐倉江美
自称土地神様。晴人の願いの強さのおかげで顕現化し、発作を起こして瀕死の状態だった晴子の命を助けた。鬼のような角が額にあるが、鬼呼ばわりされると怒る。陽人からは「虚姫」と呼び捨て、晴子には「姫ちゃん」と呼ばれる。近年信仰心が弱まっていることで神通力も弱まってしまったため、完全に病気を治すことが出来ず、晴子に神通力を与え続けることで生き長らえさせるという名目で主人公宅で居候している。見た目は幼女ではあるがかなりの巨乳の持ち主。陽人のことを従者と認識している。
スマホが何か知らないなど、人間界の世情には若干疎いが、人間たちの願い事を数百年聞き続けているため、全く知らないわけではないらしい。性格は尊大で子供っぽく、気まぐれだが、神としての役目（穢れを祓うこと）は一応真面目にこなしている。かなりの食いしん坊で酒好き。現在の趣味はマンガを読むこととスマホでのネットサーフィン。自室は乱雑にいつも散らかっている。
後に陽人の紹介で真璃と知り合い、彼女の人脈で陽人のクラスに正式に転入することになる。なお、額の角に関しては陽人がアクセサリーだと言い張ったため一般のクラスメートにはそのように認識されている模様。神ということもあってか誠四郎曰く「人を惹きつける不思議な魅力がある」ためコミュニケーション能力は高め。普段着は赤い着物姿。当初はいわゆるノーパンノーブラ状態だったが、後に下着を購入した。歌が上手く、本人曰く、転入初日に行ったカラオケでクラスメートの前で歌った際には絶賛されたらしい。信仰心を復活させるために一時ご当地アイドルを目指し、学園でのライブを成功させるが、とある計画を思い付き、一方的に引退宣言した。

九条 凛々（くじょう りり）
声：奥川久美子
主人公に恋心を抱く優等生な幼なじみ。クラスメートで、クラス委員でもある。不器用かつ真面目な性格と、母親の助言を真に受けたためストーカー化し、陽人の跡を付け回したり、陽人の使用したものを持ち帰るなどしている。ストーカーに関して本人は否定している。自身が貧乳であることを気にしている。母親の真璃は診療所で女医として働いている。

### サブキャラクター
田井中 幸（たいなか さち）
声：立花沙羅
陽人のクラスメート。眼鏡っ娘でアンダーフレームタイプの眼鏡をかけている。かなりの巨乳。父親は木ノ守神社の宮司をしており、彼女自身も巫女装束姿で境内を掃除したりしている。凛々の話によれば一人っ子。性格は大人しく、クラスメートから雑用を押し付けられたり、宿題を見せるよう強要されても断れない性格。陽人と同じくコミュ障の気がある。
九条 真璃（くじょう まり）
声：櫻レオナ
凛々の母親。晴子の担当医で陽人や晴子の恩人。陽人の独白によれば大病院の医師からも匙を投げられ、病院をたらい回しにされていた晴子の担当医を唯一引き受けてくれた人物。町の診療所の一女医のはずだが、なぜか戸籍や住民票などを持たないはずの虚姫を陽人の通う学園に入学させたり、サイズからしてオーダーメイドの特注品と思われる制服を送るなど、何らかの人脈を持っている。一見してかなりの美人で娘と違って巨乳。喫煙者で酒好きで、そのことをよく娘の凛々から叱られている。よく陽人や凛々をからかって遊ぶことがあり、凛々のストーカー化の一因でもある。虚姫のことをあっさりと認め、虚姫に対して神らしく（少なくとも表面上は）敬ってくれる数少ない人物でもある。
三木 誠四郎（みき せいしろう）
声：そらまめ。
陽人のクラスメート。数少ない友人で、クラスメートから腫れ物扱いされている陽人が、気兼ねなく会話出来る数少ない人物。陽人からは「誠」（セイ）と呼ばれる。見た目は中性的な美少年。基本的に常識人だが勘がよく、クラスメートの人間関係も把握している。
高橋
声：不明
同じくクラスメートの女子。下の名前は不明。幸に雑用を押し付けようとしていたところを再三凛々に咎められ、口論となったが解決しない内に担任教師がやって来たためうやむやになり、元々女医の娘で成績もいい凛々を快く思っていなかったこともあって穢れに取り憑かれてしまう。後日の休み時間に凛々をカッターナイフで襲撃したが、陽人と虚姫に阻止され、穢れも虚姫によって祓われた。なお、その際の記憶は失っており、口論のことを（売り言葉に買い言葉とはいえ）凛々が素直に自ら謝った際は自身も謝罪した。

## 用語
木ノ守町（このもりちょう）
舞台である地方都市。駅前は飲食店や雑居ビルなどが立ち並んでおり、アーケード商店街などもある近代的な町並みが広がるが基本的には田園風景が広がる田舎町。
木ノ守神社
主人公宅の近くにある神社。町で人が多く集まる場所である駅前とは距離が離れていて逆方向にあり、その上マイナーなため初詣の時以外は参拝客は少ない。虚姫の実家とも言える。幸の実家が管理している模様。
木ノ守学園
主人公たちが通う学園。田舎の学園というだけあってか、近年主流のブレザーやカラフルなセーラー服ではなく、オーソドックスな白と紺のセーラー服（男子は学ラン）を採用している。
穢れ
虚姫曰く悪しき気のこと。人間の負の感情に取り憑いてその感情を増幅させるもの。黒い虫のような姿をしている。なお、取り憑かれている間の記憶は無くなる模様。

## スタッフ
（出典：）
原画 - 泉水いこ
シナリオ - nanka、蔵王